# Amden
Amden é uma comuna da Suíça, no Cantão São Galo, com cerca de 1.560 habitantes. Estende-se por uma área de 42,97 km², de densidade populacional de 36 hab/km². Confina com as seguintes comunas: Alt Sankt Johann, Ebnat-Kappel, Filzbach (GL), Mühlehorn (GL), Nesslau-Krummenau, Obstalden (GL), Quarten, Schänis, Stein, Weesen.
A língua oficial nesta comuna é o Alemão.